# Celademhaling
Celademhaling of aerobe dissimilatie, is het energieleverende proces binnen de stofwisseling van zuurstofminnende organismen. Hierbij wordt, middels de "verbranding" van kleine organische moleculen in de mitochondriën, in iedere cel energie in de vorm van ATP gegenereerd. De belangrijkste brandstof is glucose, maar ook vetzuren en aminozuren kunnen als brandstof dienen.

## Kort overzicht
De aerobe dissimilatie van glucose bestaat globaal uit drie stappen: achtereenvolgens de glycolyse, de citroenzuurcyclus (de geleidelijke oxidatie van koolstofverbindingen), en de oxidatieve fosforylering. Bij de laatste twee stappen gebruikt het organisme - via gaswisseling verkregen - zuurstof (O2), en geeft kooldioxide af aan de omgeving. De celademhaling behelst een reeks biochemische stappen, waarvan de meeste redoxreacties zijn. De verkregen energie wordt gebruikt voor de diverse levensprocessen binnen het organisme. Belangrijke voorbeelden zijn actief transport, en eiwitsynthese in alle levende cellen, de voortbeweging (motiliteit) van eencellige organismen (protisten), en de spiercontractie bij (meercellige) dieren. 

### Gaswisseling, fotosynthese
Aan de gaswisseling tussen aerobe organismen en hun omgeving, ligt de biologische oxidatie ('verbranding') van kleine organische moleculen in de  cellen ten grondslag. Die oxidatie noemt men celademhaling of aerobe dissimilatie. Planten en bepaalde micro-organismen kunnen, in tegenstelling tot dieren, in hun cellen zowel dissimileren (verbranden) als assimileren (brandstof aanleggen). Deze organismen leggen energie vast in organische verbindingen, gevormd met behulp van energie afkomstig uit zonlicht (fotosynthese). Zij zijn autotroof, dat wil zeggen dat ze niet afhankelijk zijn van andere organismen voor hun bestaan. Heterotrofen betrekken hun energie uit voedingsstoffen die ze halen uit de consumptie van andere organismen. Iedere voedselketen heeft een autotroof organisme als basis.
In de cellen van planten, schimmels, dieren en aerobe micro-organismen, dient glucose als de voornaamste brandstof, maar ook andere biologische kleine moleculen kunnen in de cel worden gedissimileerd. Grote moleculen als zetmeel, eiwit, en vetten worden via hydrolyse eerst omgezet in respectievelijk glucose, aminozuren, en vetzuren; deze kunnen dan rechtstreeks verbrand worden.

## Aerobe dissimilatie
Alle organismen gebruiken organische stoffen als energievoorraad en brandstof, verkregen uit assimilatie door autotrofen. Bij de celademhaling komt die energie weer beschikbaar (dissimilatie). De belangrijkste vorm van dissimilatie is de chemische reactie van glucose met zuurstof. Dit is een redoxreactie: glucose geeft zijn elektronen af (oxidatie) en zuurstof neemt elektronen op (reductie). De biologische oxidatie van glucose gebeurt bij dieren, schimmels en planten in drie fasen. Elke fase bestaat uit meerdere metabole stappen, die ieder gekatalyseerd worden door specifieke enzymen.
De drie fasen zijn:
1. Glycolyse: deze ontledingsreactie verloopt, zonder zuurstofgebruik, in het cytoplasma van de cel. Daarbij wordt een molecuul glucose, bestaande uit 6 C-atomen, stapsgewijs gesplitst in 2 moleculen met 3 C-atomen (pyrodruivenzuur). Per glucosemolecuul levert dit netto 2 ATP op. Deze nieuw gevormde moleculen met 3 C-atomen worden opgenomen in organellen, de mitochondriën, waarin de volgende 2 fasen plaatsvinden: de eigenlijke celademhaling.
2. Citroenzuurcyclus of krebscyclus: het tijdens de glycolyse gevormd pyrodruivenzuur wordt tijdens de citroenzuurcyclus stapsgewijs verder afgebroken tot 3 moleculen CO2. Daarbij worden 4 moleculen H2O (water) in de cyclus betrokken en 2 moleculen gevormd.
3. Oxidatieve fosforylering (ook wel eindoxidaties of terminale oxidaties genoemd): tijdens de stapsgewijze afbraak van glucose tot CO2 in de glycolyse en de krebscyclus werden 24 H-atomen vrijgemaakt. Via tussenkomst van een reeks elektronen-carriers worden die 24 H-atomen aan 6 O2-moleculen gebonden, waardoor 12 moleculen water (H2O) ontstaan. Bij elke overdracht van een H-paar komt voldoende energie vrij voor de vorming van 3 ATP-moleculen.

## Algemeen overzicht
| reacties                      | reagerende stoffen | reagerende stoffen | reagerende stoffen | reactieproducten | reactieproducten | reactieproducten | reactieproducten |
|                               | glucose            | H2O                | O2                 | H2O              | H-paren          | ATP              | CO2              |
| ----------------------------- | ------------------ | ------------------ | ------------------ | ---------------- | ---------------- | ---------------- | ---------------- |
| glycolyse                     | 1                  |                    |                    |                  | 2                | 2                |                  |
| vorming geactiveerd azijnzuur |                    |                    |                    |                  | 2                |                  | 2                |
| zurencyclus                   |                    | (8-2)              |                    |                  | 8                | 2                | 4                |
| terminale oxidaties           |                    |                    | 6                  | 12               |                  | 34               |                  |
| totaal                        | 1                  | 6                  | 6                  | 12               | 12               | 38               | 6                |

De biologische oxidatie van glucose kan als volgt worden voorgesteld:
{\displaystyle {\ce {C6H12O6 + 6 H2O + 6 O2 -> 6 CO2 + 12 H2O}}}
De vrijkomende energie wordt gebruikt om ATP te maken uit onder meer ADP.
De reacties van de glycolyse vinden plaats in het cytoplasma rond de mitochondriën. De citroenzuurcyclus gebeurt in de matrix en de enzymen die betrokken zijn bij de overdracht van waterstof op zuurstof (terminale oxidatie) zijn gelokaliseerd op het binnenmembraan, namelijk de cristae.

## Anaerobe dissimilatie
In omstandigheden waar onvoldoende zuurstof beschikbaar is, vindt anaerobe dissimilatie plaats. Pyrodruivenzuur, afkomstig uit de glycolyse, kan zonder zuurstof niet gemetaboliseerd worden in het mitochondrium, en ondergaat dan andere processen. Daarbij wordt veel minder ATP vrijgemaakt dan bij de citroenzuurcyclus. Gisten (eencellige schimmels) en melkzuurbacteriën verkrijgen onder anaerobe omstandigheden hun energie door alcoholische gisting en melkzuurgisting.
Sommige litotrofe organismen halen hun energie uit anorganische stoffen, zoals sulfaatreducerende bacteriën.